# Биркинели
Би́ркинели (латыш. Birkineļi) — село в Калкунской волости в Аугшдаугавском крае Латвии. Население — 48 жителей (2015). Находится примерно в восьми километрах от центра Даугавпилса. Примерно в трёх километрах проходит шоссе Санкт-Петербург—Варшава (европейский маршрут E 262 и главная дорога A13). Неподалёку протекает речка Лауцеса, левобережный приток Даугавы (Западной Двины).
Исторически полуусадьба (мыза) принадлежала роду Фёлькерзамов; здесь же — могила бывшего владельца, барона, ландмаршала Лифляндии Гамилькара фон Фёлькерзама. В 1872—1881 годах в арендованной его родителями полуусадьбе в Биркинелях проводил детство поэт Райнис. С тех пор сохранилось жилое здание полуусадьбы (отреставрировано в 1990-е годы; в нём действует дом-музей Яниса Плиекшанса (Райниса)), хлев, ледовый погреб и клеть.
Музей Райниса
Дом Райниса в Беркенеле известен как край детства Райниса. Его отец Кришьян Плиекшанс с 1872 по 1881 года был арендатором имения Беркенхеген, — так в давние времена называли Беркенеле. Девять лет Беркенеле была местом обитания будущего поэта Райниса.
Здесь же начинаются его школьные года, в течение которых он учился в пасторате Вилкамиестс (Египетском) с 1874—1875, а также в Гривской немецкой школе (1875—1879)- и тут он проводил каникулы во время учёбы в Рижской гимназии.
В Беркенеле формируется личность будущего поэта, его мировоззрение, рождаются первые стихи Райниса. Позже он описал детские впечатления в своих стихах. В сборнике «Пять эскизных тетрадей Дагды» раздел «Неповторимая картина» полностью посвящён Беркенеле.
Беркенеле пережила целую эпоху в жизни народа: сменились хозяева, в здании своё пристанище нашла и библиотека, и дом культуры, и даже контора колхоза.
9 ноября 1996 года, после многих лет разрухи здание снова открыло двери для посетителей.
За годы своей деятельности Дом Райниса в Беркенеле стал значимым культурным центром, где происходят творческие встречи, организуются ежегодные Дни поэзии, праздник Лиго, пленэры и выставки профессиональных художников. Дом Райниса в Беркенеле предлагает:
- Обзор экспозиции Райнис и Беркенеле.
- Осмотр художественных объектов в окрестностях музея.
- Выставки прикладного и современного искусства.
- Аренда помещений.
- Гостиничные номера.
- Выставки профессиональных художников.
- Экскурсии.

Также в селе есть ныне закрытая лютеранская церковь (1830 год) и лютеранское кладбище.